# کورت هلبیگ
کورت هلبیگ (۲۸ ژوئن ۱۹۰۱، پلاوئن - ۳۰ ژانویه ۱۹۷۵) وزنه‌بردار آلمانی بود که در المپیک‌های تابستانی ۱۹۲۸ به رقابت پرداخت.
او در برلین درگذشت.
وی در سال ۱۹۲۸ در کلاس سبک‌وزن مدال طلای المپیک را کسب کرد.